# Murciélagos espaciales alienígenas
Los Murciélagos espaciales alienígenas (abreviado MEAs, en inglés Alien Space Bats) son un neologismo para indicar que los dispositivos usados en una historia alternativa significan un punto de divergencia inverosímil.

## Definición
Los "murciélagos espaciales alienígenas" originalmente se usaron como un ataque sarcástico contra las historias alternativas pobremente escritas debido a la falta de verosimilitud. Estos ataques generalmente se expresan como la necesidad de "murciélagos espaciales extraterrestres" o diciendo que la historia alternativa ha entrado en "territorio MES". El término finalmente se convirtió en una referencia a la deus ex machina para crear un punto imposible de divergencias. Los ejemplos incluyen cambios en las leyes físicas de la naturaleza, la introducción de la magia en el mundo, el viaje en el tiempo y los alienígenas avanzados que interfieren en los asuntos humanos. Un ejemplo de esto último es la serie Worldwar de Harry Turtledove.

## Historia
El término "murciélagos espaciales alienígenas" se acuñó por primera vez, y luego se popularizó en el grupo Usenet soc.history.what-if. Alison Brooks (1959-2002) es considerada la creadora del término, usándolo para desacreditar la posibilidad de una Operación León Marino exitosa diciendo que la única forma en que podría tener éxito era si los murciélagos espaciales alienígenas ayudaban a los nazis. Brooks lamentó el uso de los MES como una agencia sobrenatural, prefiriendo restringirlos a la retórica.
SM Stirling acreditó a Brooks por haber creado el término en la sección de agradecimientos de Dies the Fire, en la que cambió las leyes de la física, y también utilizó el dispositivo de la trama para devolver a Nantucket en el tiempo en Island in the Sea of Time. Un personaje durante Dies the Fire y sus secuelas cree que el cambio a las leyes de la naturaleza fue realizado por una raza alienígena avanzada porque los cambios fueron finamente adaptados, y se refiere a esta raza como murciélagos alienígenas espaciales. En una revisión de Dies the Fire, Dale Cozort se refirió a la inverosimilitud percibida de la novela diciendo: "Sólo dígase a sí mismo: 'Los dioses mayores o los murciélagos espaciales alienígenas se llevaron nuestros juguetes y eso es todo'". Paul Di Filippo usa el término a menudo al revisar la serie. El término también apareció en la novela de John Birmingham Without Warning.

## En la cultura popular
- En el juego de Ken MacLeod Learning the World los murciélagos espaciales alienígenas en realidad aparecen como personajes de la novela como una broma.[15][16]

- La revista de juegos Pyramid publicó un artículo que describe cómo alguien podría interpretar a un murciélago espacial alienígena en un juego de rol.[6]

- En el juego de navegador de Failbetter Games Fallen London, Londres es robada por extraterrestres del espacio.